# Луцелке
Луцелке (англ. Lutselk'e) — поселення в Канаді, у  Північно-західних територіях.

## Населення
За даними перепису 2016 року, поселення нараховувало 303 особи, показавши зростання на 2,7%, порівняно з 2011-м роком. Середня густина населення становила 7 осіб/км².
З офіційних мов обидвома одночасно володіли 5 жителів, тільки англійською — 295. Усього 120 осіб вважали рідною мовою не одну з офіційних, з них 115 — одну з корінних мов.
Працездатне населення становило 56,5% усього населення, рівень безробіття — 19,2% (25% серед чоловіків та 0% серед жінок). 92,3% осіб були найманими працівниками, а 0% — самозайнятими.

## Клімат
Середня річна температура становить -5,9°C, середня максимальна – 18,3°C, а середня мінімальна – -32,5°C. Середня річна кількість опадів – 282 мм.
| Клімат поселення                              | Клімат поселення | Клімат поселення | Клімат поселення | Клімат поселення | Клімат поселення | Клімат поселення | Клімат поселення | Клімат поселення | Клімат поселення | Клімат поселення | Клімат поселення | Клімат поселення | Клімат поселення |
| Показник                                      | Січ.             | Лют.             | Бер.             | Квіт.            | Трав.            | Черв.            | Лип.             | Серп.            | Вер.             | Жовт.            | Лист.            | Груд.            |                  |
| Середній максимум, °C                         | −22,6            | −20              | −13,84           | −2,27            | 7,73             | 15,50            | 18,29            | 16,44            | 9,86             | 1,34             | −9,91            | −19,65           |                  |
| Середня температура, °C                       | −27,54           | −24,94           | −18,8            | −7,23            | 2,77             | 10,54            | 14,60            | 12,74            | 6,15             | −2,36            | −13,62           | −23,36           |                  |
| Середній мінімум, °C                          | −32,5            | −29,9            | −23,75           | −12,18           | −2,19            | 5,60             | 10,90            | 9,04             | 2,46             | −6,07            | −17,33           | −27,07           |                  |
| Норма опадів, мм                              | 14               | 11               | 11               | 10               | 15               | 30               | 41               | 46               | 32               | 29               | 25               | 18               |                  |
| Середньомісячна швидкість вітру, м/с          | 3.45             | 3.65             | 4.15             | 4.37             | 4.35             | 4.05             | 3.84             | 3.95             | 4.25             | 4.31             | 4.05             | 3.52             |                  |
| Середньомісячна сонячна радіація, кДж/м²·день | 1079             | 3579             | 9494             | 16826            | 21081            | 22680            | 20125            | 14841            | 8628             | 3783             | 1180             | 606              |                  |
| --------------------------------------------- | ---------------- | ---------------- | ---------------- | ---------------- | ---------------- | ---------------- | ---------------- | ---------------- | ---------------- | ---------------- | ---------------- | ---------------- | ---------------- |
| Джерело:                                      |                  |                  |                  |                  |                  |                  |                  |                  |                  |                  |                  |                  |                  |